# Pentax 6x7
Les Pentax 6x7 (després anomenat 67) són una sèrie de càmeres de format mitjà fabricades per Pentax les quals usen pel·lícula de 120 per crear negatius de 6 x 7 cm (56 x 67mm). Aquest sistema va sortir al mercat el 1969 amb la Pentax 6x7 i el setembre de 2009, es va anunciar que aquest sistema es discontinuava.
Al ser càmeres modulars, el visor i l'objectiu són intercanviables i es poden fer servir diferents depenent de la necessitat.
La muntura que utilitzen totes elles, anomenada Pentax 67, té una distància de brida de 84,95mm i un diàmetre de 72mm. Les càmeres amb aquesta muntura compten amb un factor de multiplicació d'aproximadament 0,62. Relació entre la diagonal del marc de referència (format de 35 mm) i la diagonal del negatiu usat pel sistema Pentax 67:{\displaystyle {\dfrac {\sqrt {(24mm)^{2}+(36mm)^{2}}}{\sqrt {(56mm)^{2}+(67mm)^{2}}}}\approx 0.495}

## Esquema de noms de les càmeres amb muntura Pentax 6x7
| Model          | Any  |
| -------------- | ---- |
| Pentax 6x7     | 1969 |
| Pentax 6x7 MLU | 1976 |
| Pentax 67      | 1989 |
| Pentax 67 II   | 1998 |

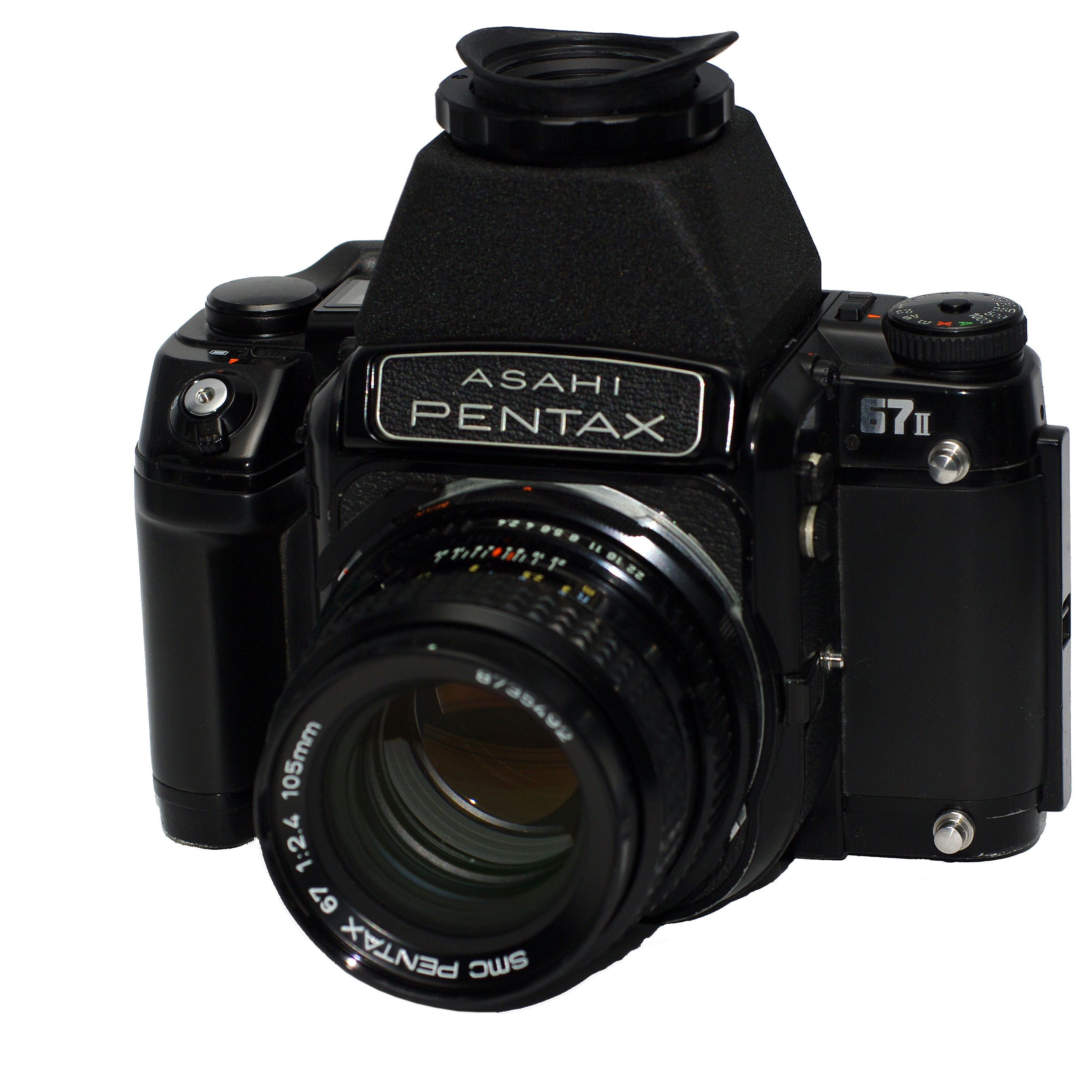
Pentax 67 II amb el visor lupa

La diferència principal entre el primer model i el MLU, és que aquest segon té la capacitat de bloquejar el mirall, per així realitzar fotografies amb menys trepidació. La 67 és la mateixa que l'anterior, però amb petits canvis estètics, com un dial més ergonòmic.
La 67 II incorpora una empunyadura a mà dreta, temporitzador automàtic i mode d'exposició múltiple. Pentax també va dur a terme una modificació en l'obturador, donant la possibilitat de moure mig pas les velocitats, oferint així velocitats mitjanes com 1/45 i 1/90 i arribant a 4 segons d'exposició com a màxim, en lloc d'un segon dels models anteriors. La sensibilitat també s'amplia, amb un rang de 6 a 6.400 ISO. La pantalla del visor utilitza un LED en lloc d'una agulla. Amb aquest últim model es podia incloure un visor AE, el qual ofereix el mode d'exposició automàtica amb prioritat a l'obertura i diferents modes de mesura de l'exposició com la puntual i la ponderada al centre. En aquest també s'inclou un dial per la compensació d'exposició.
|                         | Pentax 6×7                | Pentax 6×7 MLU            | Pentax 67                 | Pentax 67II                                    |
| ----------------------- | ------------------------- | ------------------------- | ------------------------- | ---------------------------------------------- |
| Velocitat d'obturació   | 1 a 1/1000 seg            | 1 a 1/1000 seg            | 1 a 1/1000 seg            | 4 a 1/1000 seg                                 |
| Sincronització de flaix | X: 1 a 1/30 de seg        | X: 1 a 1/30 de seg        | X: 1 a 1/30 de seg        | X: 1 a 1/30 de seg                             |
| Sincronització de flaix | FP: 1/125 a 1/1000 de seg | FP: 1/125 a 1/1000 de seg | FP: 1/125 a 1/1000 de seg | 5P: TTL 1/30                                   |
| Bloqueig del mirall     | No                        | Sí                        | Sí                        | Sí                                             |
| Exposició múltiple      | No                        | No                        | No                        | Sí                                             |
| Temporitzador           | No                        | No                        | No                        | Sí                                             |
| Empunyadura             | Opcional a l'esquerra     | Opcional a l'esquerra     | Opcional a l'esquerra     | Opcional a l'esquerra o incorporada a la dreta |
| Bateria                 | 4LR44 / PX28              | 4LR44 / PX28              | 4LR44 / PX28              | 2x CR123A                                      |
| Bateria externa         | Sí                        | Sí                        | Sí                        | No                                             |
| Dimensions              | 184x101x91mm              | 184x101x91mm              | 177x101x91mm              | 185x108x92mm                                   |
| Pes                     | 1,29 kg                   | 1,29 kg                   | 1,29 kg                   | 1,21 kg                                        |

## Objectius
Aquests tenen focals des de 35mm fins a 1000mm, incloent-hi objectius zoom, macro i descentrables. Alguns objectius de Pentax tenen les següents sigles:
- *: Objectiu professional amb una òptica d'alta qualitat i construcció robusta
- AL: L'objectiu inclou una lent asfèrica[12]
- ED: L'objectiu incorpora lents de baixa dispersió
- IF: Sistema d'enfocament intern
- LS: L'objectiu incorpora un obturador de fulles
- Soft: L'objectiu dona la possibilitat de controlar l'efecte d'enfocament suau[13]
- SMC (Super Multi Coated): L'objectiu consta d'un recobriment múltiple que augmenta la transmissió de la llum, elimina reflexes, flares i manté la consistència del color entre totes les òptiques
- Super-Takumar: L'objectiu consta d'un recobriment que redueix el flare
- Shift: Objectiu descentrable
- M: Objectiu més compacte i lleuger, sense sacrificar la qualitat de construcció, resolució, durabilitat o contrast
- Macro: Objectiu macro
- Reflex: Objectiu catadiòptric

### Fixos
| Distància focal | Obertura | Any  | Distància mínima d'enfocament | Diametre de filtre             |
| --------------- | -------- | ---- | ----------------------------- | ------------------------------ |
| 35mm            | 4.5      | 1969 | 0,45m                         | Incorporats                    |
| 35mm            | 4.5      | 1971 | 0,45m                         | Incorporats                    |
| 35mm            | 4.5      | 1989 | 0,45m                         | Incorporats                    |
| 45mm            | 4.0      | 1980 | 0,37m                         | Baioneta 82                    |
| 45mm            | 4.0      | 1980 | 0,37m                         | Baioneta 82                    |
| 55mm            | 4.0      | 1979 | 0,40m                         | Baioneta 77                    |
| 55mm            | 4.0      | 1986 | 0,35m                         | 77mm                           |
| 55mm            | 3.5      | 1969 | 0,45m                         | Baioneta 100                   |
| 55mm            | 3.5      | 1971 | 0,45m                         | Baioneta 100                   |
| 75mm            | 4.5      | 1969 | 0,70m                         | Baioneta 82                    |
| 75mm            | 4.5      | 1971 | 0,70m                         | Baioneta 82                    |
| 75mm            | 4.5      | 1989 | 0,70m                         | Baioneta 82                    |
| 75mm            | 4.5      | 1979 | 0,70m                         | Baioneta 82                    |
| 75mm            | 4.5      | 1989 | 0,70m                         | Baioneta 82                    |
| 75mm            | 2.8      | 2001 | 0,41m                         | 67mm                           |
| 90mm            | 2.8      | 1971 | 0,85m                         | Baioneta 67                    |
| 90mm            | 2.8      | 1980 | 0,65m                         | Baioneta 67                    |
| 90mm            | 2.8      | 1989 | 0,65m                         | 67mm                           |
| 100mm           | 4.0      | 1998 | 0,44m                         | 77mm                           |
| 105mm           | 2.4      | 1969 | 1,00m                         | 67mm                           |
| 105mm           | 2.4      | 1971 | 1,00m                         | Baioneta 67                    |
| 105mm           | 2.4      | 1989 | 1,00m                         | Baioneta 67                    |
| 120mm           | 3.5      | 1982 | 0,75m                         | 77mm                           |
| 120mm           | 3.5      | 1988 | 0,75m                         | 77mm                           |
| 135mm           | 4.0      | 1971 | 0,75m                         | Baioneta 67                    |
| 135mm           | 4.0      | 1989 | 0,75m                         | Baioneta 67                    |
| 150mm           | 2.8      | 1969 | 1,50m                         | Baioneta 67                    |
| 150mm           | 2.8      | 1971 | 1,50m                         | Baioneta 67                    |
| 165mm           | 4.0      | 1981 | 1,60m                         | 77mm                           |
| 165mm           | 4.0      | 1987 | 1,60m                         | 77mm                           |
| 165mm           | 2.8      | -    | 1,60m                         | Baioneta 67                    |
| 165mm           | 2.8      | 1982 | 1,60m                         | Baioneta 67                    |
| 165mm           | 2.8      | 1989 | 1,60m                         | Baioneta 67                    |
| 200mm           | 4.0      | 1969 | 2,50m                         | 67mm                           |
| 200mm           | 4.0      | 1971 | 2,50m                         | Baioneta 67                    |
| 200mm           | 4.0      | 1986 | 1,50m                         | 77mm                           |
| 300mm           | 4.0      | 1969 | 5,00m                         | 82mm                           |
| 300mm           | 4.0      | 1971 | 5,00m                         | Baioneta 82                    |
| 300mm           | 4.0      | 1987 | 5,00m                         | Baioneta 82                    |
| 300mm           | 4.0      | 1999 | 2,00m                         | 82mm                           |
| 400mm           | 4.0      | 1969 | 8,00m                         | 77mm (Posterior)               |
| 400mm           | 4.0      | 1971 | 8,00m                         | 77mm (Posterior)               |
| 400mm           | 4.0      | 1971 | 8,00m                         | 77mm (Posterior)               |
| 400mm           | 4.0      | 1986 | 2,80m                         | 67mm (Posterior)               |
| 500mm           | 5.6      | 1971 | 8,00m                         | 95mm                           |
| 500mm           | 5.6      | 1979 | 8,00m                         | 95mm                           |
| 500mm           | 5.6      | 1989 | 8,00m                         | 95mm                           |
| 600mm           | 4.0      | 1969 | 12,00m                        | 77mm (Posterior)               |
| 600mm           | 4.0      | 1971 | 12,00m                        | 77mm (Posterior)               |
| 800mm           | 6.7      | 1983 | 8,00m                         | 128mm                          |
| 800mm           | 6.7      | 1989 | 8,00m                         | 128mm                          |
| 800mm           | 4.0      | 1969 | 20,00m                        | 77mm (Posterior)               |
| 800mm           | 4.0      | 1971 | 20,00m                        | 77mm (Posterior)               |
| 800mm           | 4.0      | 1983 | 20,00m                        | 77mm (Posterior)               |
| 1000mm          | 8.0      | 1971 | 35,00m                        | Incorporats / 77mm (Posterior) |

### Zoom

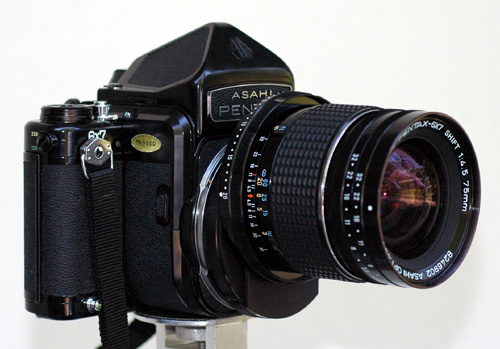
Pentax 6x7 amb el 75mm Shift

| Distància focal | Obertura | Any  | Distància mínima d'enfocament | Diametre de filtre |
| --------------- | -------- | ---- | ----------------------------- | ------------------ |
| 55-100mm        | 4.5      | 1998 | 0,60m                         | 95mm               |
| 90-180mm        | 5.6      | 2001 | 1,20m                         | 95mm               |

### Extensors
A part d'aquestes òptiques, Pentax també incloïa en el seu catàleg quatre extensors de distància focal, el T5-1,4X, el 1,4X, el T6-2X i el 2x. Aquests, multipliquen la focal de l'objectiu per 1,4 o 2, perdent un pas de llum o dos passos, respectivament.
El 1,4X és compatible amb totes les òptiques des de 165 fins a 400mm, mentre que el T5-1,4X només és compatible amb el SMC Pentax-M* 67 800mm f/6.7 ED IF.
El 2X és compatible amb totes les òptiques des de 35 fins a 400mm, amb l'excepció del 75mm Shift, mentre que el T6-2X només és compatible amb els següents objectius de la sèrie Asahi Super-Multi-Coated Takumar 6x7: Macro 135mm f/4, 150mm F/2.8, 200mm f/4, 300mm f/4, 400mm f/4, 600mm f/4, 800mm f/4. A les distàncies mínimes d'enfocament o gairebé mínimes amb les òptiques de 400, 600 i 800 mm i amb obertures petites, apareixerà vinyetejat.

## Sistema
Al ser càmeres modulars, el visor i l'objectiu són intercanviables i es poden fer servir diferents depenent de la necessitat. Així com també es poden utilitzar diferents accessoris per altres especialitats fotogràfiques:
| Visor - Lupa rígida amb para-sol - Visor de cintura plegable - Prisma - Prisma TTL CdS - Prisma TTL SpD - Prisma AE - Visor d'angle recte (TTL) - Lupa 2x - Lents correctores de +2, +1, -1, -2, -3, -4, -5 - Ocular (TTL) Pantalles d'enfocament - Micro-prisma - Imatge dividida - Mat - Graella - Graella micro-prisma Cos - Empunyadura esquerra de fusta - Empunyadura esquerra de fusta (67II, 5P cable) - Suport de flaix AF400T - Cable disparador - Cable per a bateria externa - Corretja de coll | Òptiques - Anell d'enfocament A - Anell d'enfocament B - Adaptador 6x7 a muntura K - Adaptador 6x7 a muntura P - Adaptador invers de 49 mm - Adaptador invers de 67 mm Macro - Baioneta interior del tub d'extensió (1, 2, 3) - Baioneta exterior del tub d'extensió (A, B) - Extensió helicoidal - Manxa - Filtres close-up Copiadora - Copiadora de diapositives - Suport per a diapositives K - Estand de còpia Filtres - Filtres polaritzats i de color (67, 77, 82 i 100mm) - Marcs per a filtres de gelatina (67, 82 i 100mm) |

El visor AE només funciona amb la 67 II i el visor TTL del model 67 (i 6x7) és incompatible amb la 67II.
La manxa, la qual s'utilitza per fer fotografia macro, és només compatibles amb les òptiques que van de 55 fins a 300mm.
La baioneta interior s'ha d'utilitzar per òptiques de 35 fins a 300mm, mentre que l'exterior per òptiques de 400 fins a 1000mm.

## Edició especial 67 II
El 16 de gener de 2003 es va anunciar una edició especial de la 67 II, anomenada Pentax 67 II 61 Limited realitzada pels aficionats a la fotografia ferroviària. Aquesta edició es venia pintada de color marró vermellós amb unes bandes platejades i el text 67 II en daurat. Els colors estan inspirats en la locomotora elèctrica EF58 6I, la qual transportava el tren imperial japonès.
Aquest model només es venia per encàrrec i venia amb un visor AE del mateix color i una corretja amb el gravat 6I Limited.

## Fotògrafs
Els següents fotògrafs han utilitzat el sistema Pentax 67 pel seu treball:
- Diane Arbus[50]
- Mario Testino[51][52]
- Tony Duran[53]
- Bruce Weber[54][55]
- George Holz[56]